# Dubbele rotswoning van Geulhem

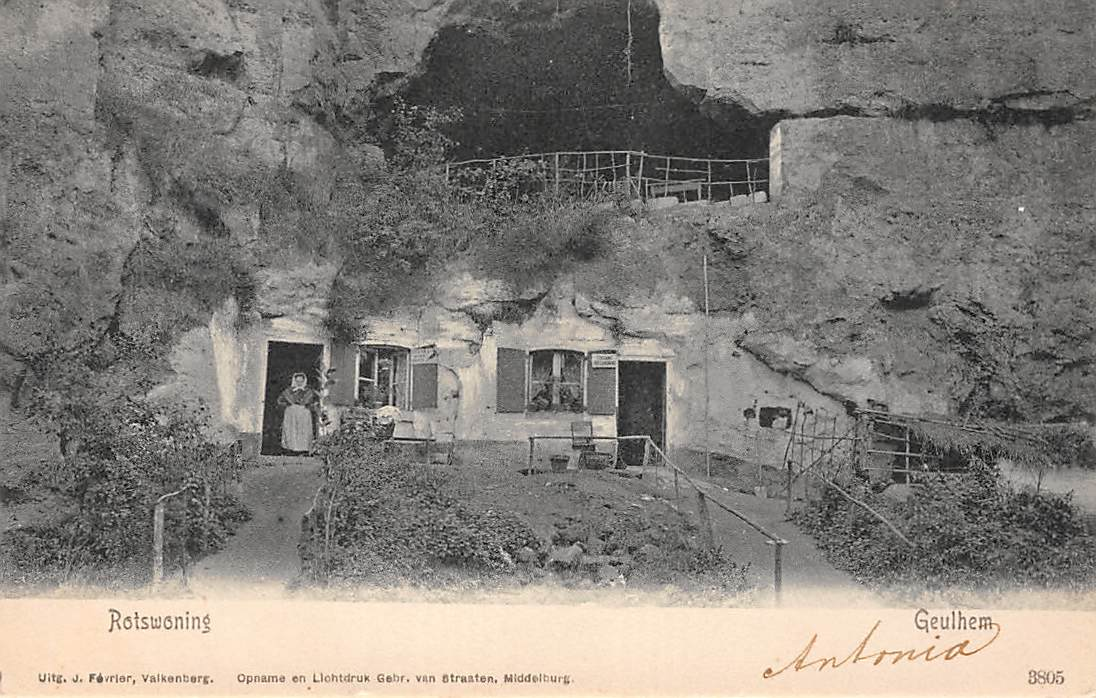
De dubbele rotswoning op een postkaart van 1903

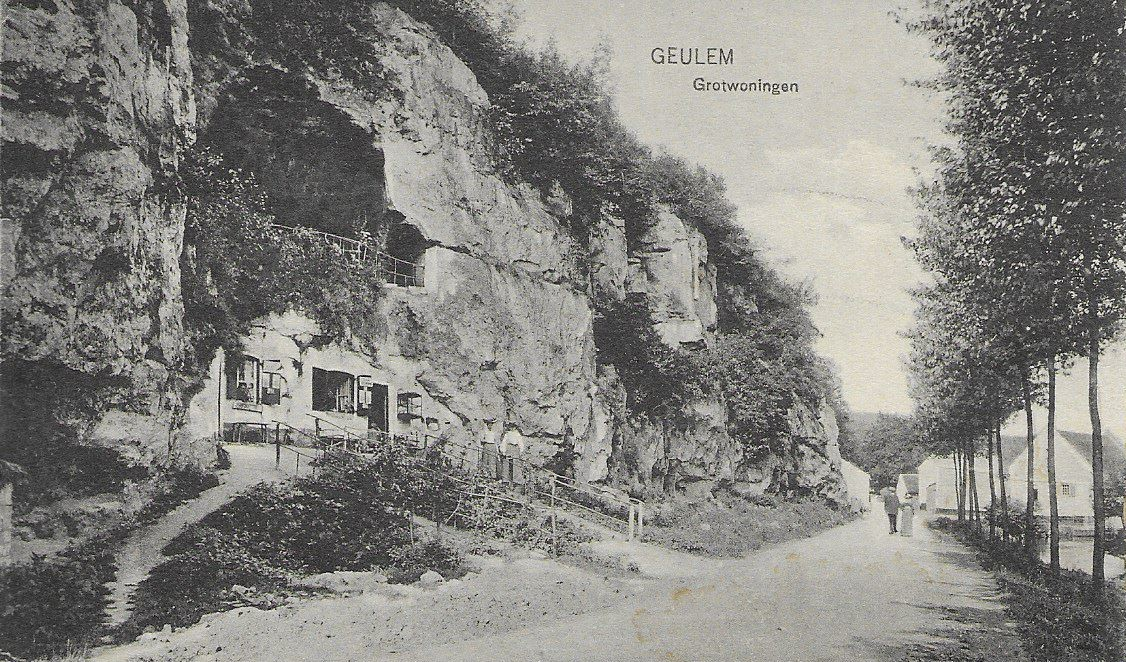
De dubbele rotswoning op een postkaart met rechts de Geulhemmermolen

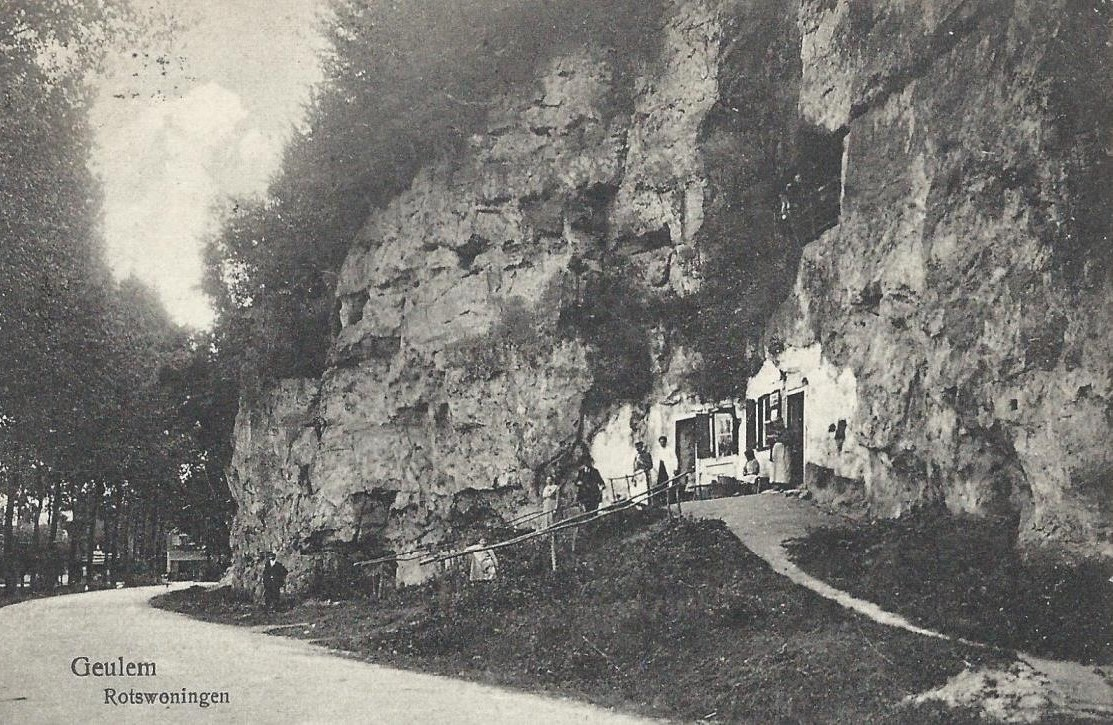
De dubbele rotswoning

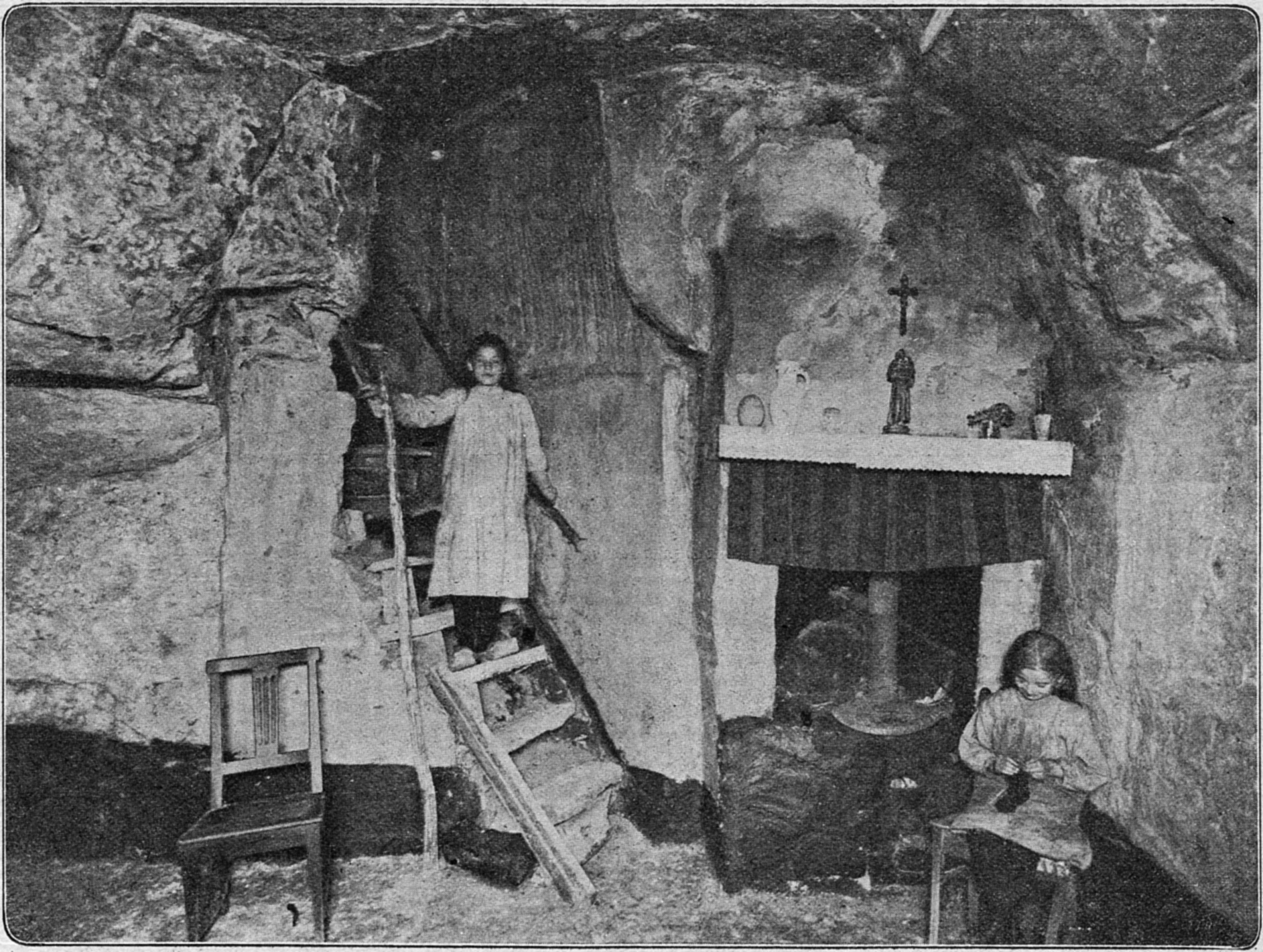
De dubbele rotswoning van binnen

De dubbele rotswoning van Geulhem was een groevewoning van twee verdiepingen in de Nederlandse gemeente Valkenburg aan de Geul in Zuid-Limburg. De ondergrondse woning lag in Geulhem aan de Geulhemmerweg in de Geulhemmerberg op de noordelijke rand van het Plateau van Margraten in de overgang naar het Geuldal. In de omgeving duikt het plateau een aantal meter steil naar beneden.
Aan de overzijde van de weg ligt de Geul en ten noordwesten staat de Geulhemmermolen. In de ondergrond achter de voormalige rotswoning ligt de Geulhemmergroeve. In het gebied ten oosten en westen van deze dubbele ondergrondse woning zijn er diverse andere rotswoningen in gebruik geweest waarvan die aan de weg de helling op naar Berg nog bestaan, terwijl die aan de weg aan de Geul zijn verdwenen.

## Geschiedenis
De Geul stroomde hier vroeger dicht langs de rotswand en heeft hier mogelijk de rotsen geërodeerd. Daarnaast hebben blokbrekers de ondergrond ontgonnen voor de winning van kalksteenblokken en is de bergwand is een stuk afgegraven.
Tot de jaren 1920 werd de rotswoning bewoond door de allerarmsten. Zij woonden in ruimtes die door blokbrekers uitgehouwen waren. Aan het begin van de 20e eeuw werd Geulhem veelvuldig door toeristen bezocht vanwege de onderaardse groeve, de uitkijktoren, het rotspark, het grottenaquarium Aqua Fauna in de Slangenberggroeve en meer. Van de rotswand in Geulhem en de dubbele rotswoning zijn er allerlei ansichtkaarten uitgebracht onder invloed van al dat toerisme.
Na de jaren 1920 werden deze en omliggende rotswoningen verlaten en raakte het in verval. In de jaren 1930 werden de gevels verwijderd.
In 1922 maakte Staatstoezicht op de Mijnen melding dat er gevaarlijke loshangende mergelblokken een gevaar vormden voor passanten. Er werden plannen opgevat om de gevaarlijke blokken te verwijderen, maar onduidelijk is of dit heeft plaatsgevonden. Op 31 mei 1930 stortte het plafond van een van de rotswoningen in nadat een jongen met een stok in het plafond had lopen poeren. Op dat moment waren er 20 Haarlemse scholieren in de ruimte aanwezig en de scholier met de stok werd door neervallende rotsblokken, waarvan een van ongeveer 3000 kilo, bedolven en was op slag dood. Nog drie andere scholieren raakten ernstig gewond aan hun benen en enkele andere scholieren hadden kleinere verwondingen.
Na het ongeluk sloot men met prikkeldraad het gebied af en wilde de waterleidingmaatschappij blokken afgraven. In augustus 1930 verkreeg men hiervoor toestemming en begonnen meteen de werkzaamheden om gevaarlijke loshangende mergelblokken te verwijderen. In de jaren erna raakten wederom blokken los. In december 1937 werd er een plan opgesteld om het gebied van de steile rotswand over een lengte van 150 meter tot 50 meter diep af te graven. In december 1937 sloot men een contract met de firma Curfs om op 1 januari met de afgraving te beginnen, waarbij op een oppervlakte van ongeveer 8000 vierkante meter 290.000 tot 310.000 kubieke meter mergel werd afgegraven, waarbij de mergel werd verkocht aan de Staatsmijnen. Onder andere natuurliefhebbers protesteerden tegen deze afgraving die desondanks toch plaatsvond. In 1940 stortte na langdurige regen een deel van de op de mergelwand gelegen hoge zand- en leemwand in en moesten hierdoor de afgravingswerkzaamheden gestaakt worden. Er werden nog plannen gemaakt om om een groot deel van de Geulhemmergroeve af te graven, maar die gingen niet door. Bovenop de helling werd door Staatsbosbeheer beplanting aangelegd en werd het bovenliggende terrein openbaar toegankelijk.

## Bouwwerk
De onderaardse mergelgangen in de berg zijn op drie verschillende niveaus aangelegd. Het bovenste niveau bevat de Geulhemmergroeve, in het middelste niveau de Koepelgroeve en de Amorgroeve en in het onderste niveau (straatniveau) bevinden zich bergkelders of losse kamers. De benedenverdieping van de dubbele groevewoning was aangelegd op straatniveau en de bovenverdieping van de woning op het middelste niveau. De benedenverdieping bestond uit twee vierkante nissen die men aan de voorzijde met een muur had afgesloten, voorzien van een deur en een venster. Vanuit de benedenverdieping liep er een trap omhoog naar het balkon van de bovenverdieping die aan de voorzijde van een hekje voorzien was. De grootte van deze ruimte in koepelvorm duidt erop dat het plafond ooit deels is ingestort. Verder waren er twee mergelgangen die op deze ruimte uitkwamen en in verbinding stonden met andere bergopeningen op dit niveau. Op deze verdieping was ook een gemetselde oven geplaatst waarop het rookkanaal van de benedenverdieping uitkwam. Boven de oven was er geen rookkanaal, maar werd de rook door de luchtstroming de bergholte uitgejaagd. Ook was er hier een kleine moestuin.